# 207603 Liuchaohan
207603 Liuchaohan este o planetă minoră (asteroid), cu un diametru de 3,169 km, din centura de asteroizi. A fost descoperită pe 27 august 2006 la Lulin Observatory⁠(d) de Ye Quanzhi⁠(d). 
Obiectul prezintă o orbită caracterizată de o semiaxă mare de 3,066834850741 UAi, o excentricitate de 0,08, o înclinație de 9,2 ° în raport cu ecliptica.